# Lanceispora amphibia
Lanceispora amphibia är en svampart som beskrevs av Nakagiri, Okane, Tad. Ito & Katum. 1997. Lanceispora amphibia ingår i släktet Lanceispora, ordningen kolkärnsvampar, klassen Sordariomycetes, divisionen sporsäcksvampar och riket svampar.   Inga underarter finns listade i Catalogue of Life.